# Cita fuera de contexto
Citar fuera de contexto es una falacia informal y un tipo de falsa atribución. Consiste en extraer un trozo de texto de un párrafo de manera que se distorsione su significado original. O algo mal interpretado

Los argumentos basados en esta falacia suelen adoptar dos formas. Una argumentación de tipo hombre de paja, muy frecuente en política, consiste en citar a un adversario fuera de contexto para deformar y caricaturizar sus dichos —normalmente para hacerlos parecer más sencillos o más extremos— y así hacerlos más fáciles de refutar. El otro tipo consiste en una referencia a un experto. En este caso, la falacia consiste en citar fuera de contexto a una autoridad o a un experto en la materia para «hacerle decir» que apoya una determinada posición.

## Contextomy
Contextomía, del inglés (contextomy), se refiere a la extracción selectiva de palabras o expresiones fuera de su contexto original en una manera que distorsiona el sentido que le dio el escritor, una práctica comúnmente conocida como «citar fuera de contexto». El problema aquí no es el tomar una cita de su contexto original en sí, sino la decisión del escritor que hace la cita de excluir en su resumen ciertas frases u oraciones (que pasan a ser «contexto» a causa de la exclusión) que sirven para aclarar las intenciones detrás de las palabras seleccionadas cercanas. Comparando esta práctica con la escisión quirúrgica, el periodista Milton Mayer acuñó el término «contextomy» al describir su uso por Julius Streicher, editor del semanario nazi de gran formato Der Stürmer en la Alemania de Weimar. Para despertar sentimientos antisemitas entre los lectores cristianos de clase trabajadora de este semanario, Streicher publicó regularmente citas parciales de los textos talmúdicos que, en su forma abreviada, parecían abogar por la codicia, la esclavitud y el asesinato ritual. Aunque rara vez se emplea a tal extremo malicioso, contextomy (contextomía) es un método frecuentemente usado para emitir falsas declaraciones en los medios de comunicación contemporáneos. Los estudios han demostrado que los efectos de esta distorsión pueden persistir incluso después que el público toma contacto con la cita original dentro de todo su contexto.

## Ejemplo
Un ejemplo de contextomía ocurrió cuando el productor del canal noticioso AJ+ Omar Dawaji sacó de contexto a Sam Harris en un vídeo de Youtube haciendo parecer que el movimiento ateo, New Atheists, estaban en «absoluta guerra con todos los musulmanes», cuando en realidad lo que dijo Harris era que «Lo que enfrentamos con el Islam es un culto de muerte. Esto no quiere decir que estemos en guerra contra todos los musulmanes, sino que estamos absolutamente en guerra con los musulmanes que creen correcto decapitar a caricaturistas, lapidar a muerte a las mujeres acusadas de adulterio, o que apostatar de su fe deba ser una ofensa punible con la muerte».